# Lost Songs (The Appleseed Cast)
Lost Songs è un album raccolta di inediti del gruppo musicale The Appleseed Cast, pubblicato nel 2002.

## Tracce
1. E to W – 3:43
2. Perils Parts 1-2-3 – 6:57
3. Novice – 4:24
4. Facing North – 3:42
5. Take – 2:13
6. State NW/K – 2:38
7. House on a Hill – 5:51
8. Beach Gray – 3:06
9. Novice Ambient Cannibalization – 7:26